# Мечислав Ольшевський (художник)
Мечислав Конрад Ольшевський (пол. Mieczysław Konrad Olszewski; нар. 1945, Остроленка) — польський художник, кресляр, педагог, есеїст. Професор Академії образотворчих мистецтв у Гданську. Практикує станковий живопис (найчастіше займається ню), монументальний живопис, малюнки преси й сатири, скульптури з готових предметів та книжкові ілюстрації.

## Біографія
У 1965–1969 рр. навчався на факультеті живопису Державної вищої школи образотворчого мистецтва в Гданську (зараз: Академія образотворчих мистецтв у Гданську). Малюванню навчався в професора Казимира Шрамкевича. 1969 року отримав диплом у лабораторії професора Станіслава Тейссейра та професора Яцека Жулавського. У 1971-1974 рр. був асистентом, 1974-1979 рр. старшим асистентом, 1979-1986 рр. викладачем, 1986-1993 рр. доцентом, 1993-1996 рр. професором. 1996 року отримав посаду ординарного професора в Академії образотворчих мистецтв у Гданську. У цій же академії був завідувачем кафедри живопису. 2003 року був експертом акредитаційної комісії художніх навчальних закладів, а 2005 року був експертом міністра освіти й спорту за спеціальністю «Живопис». З 1996 р. по 2015 р. (коли вийшов на пенсію) керував майстернею дипломного живопису.
Співпрацював із редакціями «Pardon», «Czas», «Szpilki», «Kamena», «Kultura i ty», «Głos Wybrzeża», «Wieczór Wybrzeża», «Prometej».
Його роботи були представлені на понад 20 персональних виставках, серед яких виставки в Гданську, Гдині, Сопоті, Кошаліні, Бреді, Дюссельдорфі, Альбштадті, Цвінгенберзі, Берліні та Нюрнберзі, а також на понад двохстах групових виставках, серед яких виставки в Монреалі, Токіо, Парижі, Бонні, Москві, Гамбурзі, Стамбулі, Софії, Бергені, Копенгагені, Кельні, Любеку, Тегерані та Бремені.
Роботи художника можна побачити в Національних музеях Гданська та Щецина, в Районному музеї Торуня, Музеї картоплі в Мюнхені, Музеях карикатур у Монреалі, Амстердамі, Скоп'є, Габрово та Варшаві, а також у приватних колекціях Польщі та за кордоном.
Ілюстрації Мечислава опубліковані в книгах Джека Котліка «Baśń o wronim oku» та «Wronie oko», книзі Еріка Ліпінського «Warszawa w karykaturze» написаній 1983 року, книзі Анджея Перепечко «Dzika mrówka», книгах Славоміра Браля «Leśny goniec» та «Fort nad Athabaską», а також у книгах «Moda na nostalgię» та «Trwać poza rajem».
Мечислав Ольшевський живе в Гданську. У нього є син і дочка.

## Творчість
Мистецтво Мечислава Ольшевського включає пейзажі, натюрморти та ню. Останні найбільше переважають на полотнах художника. Присутнє в них захоплення жіночим тілом має яскраво виражений еротичний контекст. Його композиції зображують жінок в інтимних позах, з обличчями, позбавленими індивідуальних рис, і нереальними тілами. У своїх картинах художник послідовно представляє світ, побачений у його суворості, без будь-якого покриття чи доповнень, що відхиляються від істини. Найактуальніші роботи публікувалися в кінострічках. Його рішуча лінія позначає межі між нейтральністю полотна, тілесністю та матеріальністю зображення оголеної особи. Мечислав Ольшевський, уникаючи табу, як це робив Курбе півтора століття тому, розкриває парадокс життя, в якому шлях від профанного веде до сакрального. Крім живопису, він створює фрески, сграфіто, проєкти гобеленів, наприклад, для Поморської філармонії в Бидгощі, фрески, мозаїки, плакати та інші ефемерні проєкти, а також декорації. Цей художник також є автором малюнків, зміст яких набуває гумористичного забарвлення. Створює також сатиричні скульптури.

## Нагороди
- 1970 — Срібна шпилька за найкращий малюнок року
- 1973 — Золота медаль 2-ї Всесвітньої виставки сатири в Москві
- 1977 — Срібна плакетка на Всесвітній художній виставці в Скоп'є
- 1980 — Відзнака Міністра культури та мистецтва III ступеня
- 1983 — Медаль історії та мистецтва
- 1986 — Нагорода на XXIII Всесвітній художній виставці в Монреалі
- 1988 — Нагорода на XIV Фестивалі живопису в Щецині
- 2000 — Нагорода за кращу виставку надана Ґданським товариством друзів мистецтва
- 2000 та 2012 — лауреат Нагороди мера міста Гданська в галузі культури[5]
- Професійна музична медаль